# Tự miễn dịch
Tự miễn dịch là hệ thống đáp ứng miễn dịch của một sinh vật chống lại các tế bào và mô lành mạnh của chính mình. Bất kỳ bệnh nào xuất phát từ đáp ứng miễn dịch dị thường được gọi là "bệnh tự miễn". Ví dụ nổi bật bao gồm bệnh celiac, đái tháo đường type 1, sarcoidosis, lupus ban đỏ (SLE), hội chứng Sjögren, hội chứng Churg-Strauss, viêm tuyến giáp Hashimoto, bệnh Basedow, ban xuất huyết giảm tiểu cầu vô căn, bệnh Addison, viêm khớp dạng thấp (RA), viêm cột sống dính khớp, polymyositis (PM), dermatomyositis (DM) và bệnh đa xơ cứng (MS). Bệnh tự miễn thường được điều trị bằng steroid.

## Lịch sử
Vào thế kỷ 19, người ta tin rằng hệ miễn dịch không thể phản ứng với các mô của cơ thể. Paul Ehrlich, vào đầu thế kỷ 20, đề xuất khái niệm  horror autotoxicus. Ehrlich sau đó điều chỉnh lý thuyết của mình để nhận ra khả năng tấn công mô tự miễn, hưng tin rằng một số cơ chế bảo vệ bẩm sinh sẽ ngăn chặn phản ứng tự miễn dịch trở thành bệnh lý.
Năm 1904, lý thuyết này đã được thách thức bởi sự khám phá ra một chất trong huyết thanh của bệnh nhân bị hemoglobinuria lạnh kịch phát phản ứng với các tế bào hồng cầu. Trong những thập kỷ sau, một số tình huống có thể liên quan với các phản ứng tự miễn. Tuy nhiên, trạng thái có thẩm quyền của đề tài của Ehrlich đã cản trở sự hiểu biết về những phát hiện này. Miễn dịch học đã trở thành một sinh hóa hơn là một kỷ luật lâm sàng. Đến những năm 1950, sự hiểu biết hiện đại về tự kháng thể và bệnh tự miễn dịch bắt đầu được hé lộ.
Gần đây đã chấp nhận rằng phản ứng tự miễn dịch là một phần không thể thiếu của hệ thống miễn dịch động vật có xương sống (đôi khi còn được gọi là "tự miễn dịch tự nhiên"), thường ngăn ngừa gây bệnh do hiện tượng dung nạp miễn dịch đối với tự kháng nguyên. Tự miễn dịch không nên nhầm lẫn với alloimmunity.